# Cartellodes olivaria
Cartellodes olivaria là một loài bướm đêm trong họ Geometridae.